# Album Fotografii z Obrazów Malarzy Polskich

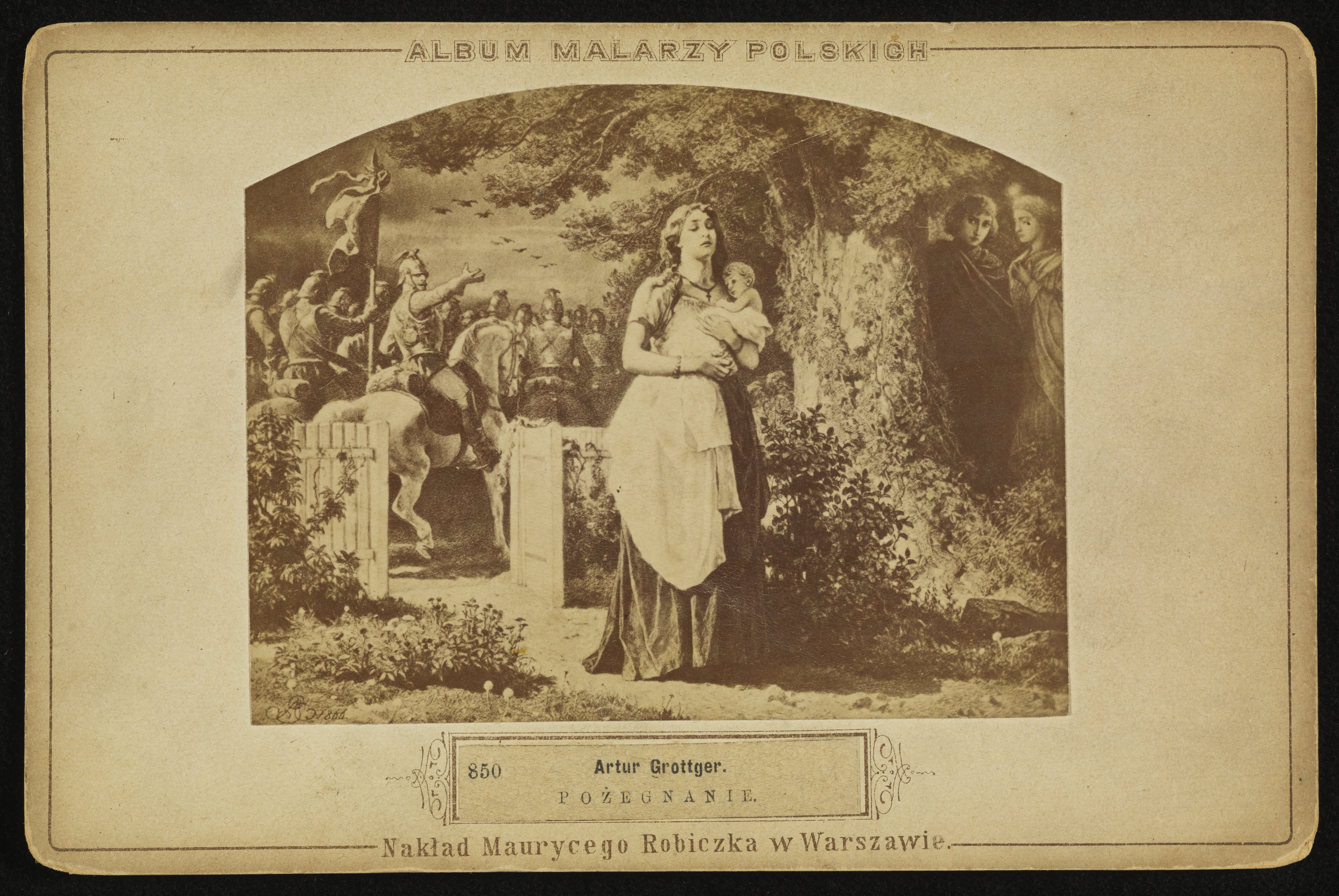
Reprodukcja rysunku Pożegnanie z cyklu Wojna Artura Grottgera, opublikowana w serii Album Fotografii z Obrazów Malarzy Polskich nakładem Maurycego Robiczka

Album Fotografii z Obrazów Malarzy Polskich – seria fotograficznych reprodukcji obrazów współczesnych polskich artystów wydawana w latach 1876–1882 przez księgarnię Hermana Altenberga i Maurycego Robitschka w Warszawie. Była to pierwsza polska cykliczna publikacja oferującą kopie obrazów w technice fotografii.
Fotografie publikowane były w seriach po 14 odbitek każda. Pierwsze dwie serie ukazały się pod koniec 1876 roku. Do końca 1882 roku wydanych zostało 157 fotograficznych reprodukcji dzieł autorstwa pięćdziesięciu polskich malarzy. Wśród reprodukowanych obrazów znalazły się zarówno prace artystów uznanych już w polskich i międzynarodowych kręgach artystycznych, np. Jana Matejki, Józefa Brandta, Henryka Siemiradzkiego, Józefa Simmlera, Franciszka Kostrzewskiego, Wojciecha Gersona, Aleksandra Lessera, Januarego Suchodolskiego, Juliusza Kossaka, jak i młodych, debiutujących twórców, m.in. Marii Magdaleny Andrzeykowicz-Buttowt, Franciszka Krudowskiego, Franciszka Żmurki, Leona Wyczółkowskiego.
Wszystkie fotografie dostępne były w formacie tzw. gabinetowym. Sprzedawano je pojedynczo, po 50 kopiejek za sztukę lub w komplecie: 14 odbitek z serii z dodatkową ozdobną teczką w cenie 7 rubli srebrnych. Wybrane reprodukcje oferowane były także w dwóch większych formatach w cenie 4 i 10 rubli srebrnych za sztukę.
Najwięcej ukazało się reprodukcji dzieł Jana Matejki (21 fotografii), Henryka Siemiradzkiego (14 fotografii) i Aleksandra Lessera (10 fotografii). Fotokopie prac tych artystów sprzedawane były zarówno pojedynczo, jak i jako osobne albumy w specjalnych teczkach. W formie osobnego albumu wydany został także cykl kartonów Artura Grottgera Wojna (z powodu cenzury w serii nie opublikowano kartonu X pt. Świętokradztwo).
Pod koniec 1879 r. księgarnia przeszła na własność Maurycego Robitschka, który zaczął wówczas posługiwać się spolszczoną wersją nazwiska: Robiczek. Od tego czasu również fotografie w cyklu Album Fotografii z Obrazów Malarzy Polskich wydawane były pod wyłącznym szyldem Maurycego Robiczka.
Większość opublikowanych w cyklu fotografii wykonana była przez znany warszawski zakład fotograficzny Konrada Brandla. W publikacji wykorzystano także pojedyncze zdjęcia innych autorów, m.in. Awita Szuberta z Krakowa (np. fotografie obrazów Jana Matejki Uczta u Wierzynka, poz. kat. 63 i Bolesław Śmiały, poz. kat. 65). Fotografie wykonywane były z oryginałów, ale także z ich graficznych kopii (sztychów i litografii). W nielicznych przypadkach kopiowano także wcześniejsze fotografie obrazów (np. fotografia obrazu Henryka Siemiradzkiego Chrystus i Jawnogrzesznica, poz. kat. 40).
Inicjatywa Altenberga i Robitschka została bardzo przychylnie przyjęta przez ówczesną prasę. Podkreślano pionierski charakter wydawnictwa na ziemiach polskich i jego znaczenie dla upowszechniania twórczości współczesnych polskich artystów.
Rozproszone odbitki z cyklu znajdują się m.in. w zbiorach Muzeum Narodowego w Warszawie, Biblioteki Narodowej, Muzeum Warszawy, Biblioteki Publicznej m.st. Warszawy.